# Limbă sintetică
Prin limbă sintetică, în tipologia lingvistică, se înțelege o limbă care are un procentaj relativ ridicat de morfeme per numărul de cuvinte comparativ cu limbile care au acest procentaj scăzut și care sunt descrise ca fiind limbi analitice. Această clasificare este aparte de clasificările care consideră modul de utilizare al morfemelor ca fiind relevant (așa cum sunt limbile flexionare, aglutinante, etc.), deși există o tendință comună a limbilor aglutinante de a prezenta proprietăți sintetice. 

## Limbi sintetice și analitice
Limbile sintetice sunt adesea prezentate în contrast cu limbile analitice, deși o reprezentare mult mai corectă este aceea în care toate limbile se prezintă ca o mulțime ordonată (din matematică) sub forma unui continuum în care limbile strict analitice, având maximum un morfem per cuvânt, sunt la un capăt; iar limbile polisintetice, în care informația unei întregi propoziții este conținută într-un singur cuvânt, sunt la celălat capăt. Limbile sintetice tind să ocupe mijlocul acestei scale.

## Exemple
Limbile sintetice sunt numeroase și bine atestate documentar, ocupând, spre exemplu, un loc însemnat în familia limbilor indo-europene sau a limbilor native ale Americilor. Astfel se pot enumera ca fiind frecvent citate sanskrita, latina, persana, spaniola, greaca, româna, germana, italiana, lituaniana, poloneza, ceha, portugheza, rusa, respectiv nahuatl, navajo, mohawk și quechua.

## Forme de sintetizare
Există mai multe caracteristici prin care o limbă indică apartenența sa la categoria limbilor sintetice.

### Sinteză derivată
În Sinteza derivată, morfemele de diferite tipuri (substantive, verbe, afixe, etc.) sunt combinate pentru a crea cuvinte noi. Spre exemplu:
În germană - Aufsichtsratsmitgliederversammlung → "La-vedere-consiliu-cu-conexiune-plural-completare-colectare-substantiv" desemnând "întrunirea membrilor unui colectiv de conducere" ("cu" și "conexiune" (precum în zalele unui "lanț") formă de derivarea substantivului german "membru"; similar, "completare", "(a) colecta" și "substantiv" ca formă de derivare desemnând "întrunire", cu ambele "ver-" și "-ung" fiind morfeme de conectare)
În greacă - υπερχοληστερολαιμία → "prea mult/ridicat-colesterol-sânge+-ia(sufix)" însemnând "hiper-colesterolemie", deci "prezența a cantități ridicate de colesterol în sânge."
În poloneză - przystanek → "alături-sta-puțin" însemnând "stație de autobuz"
În engleză - antidisestablishmentarianism → "împotriva-încheiere-instituționaliza-condiție-pleda-ideologie" desemnând "mișcarea pentru prevenire a statutului de biserică de stat a revocării Bisericii Angliei (în Anglia, Irlanda și Țara Galilor).

### Sinteză relațională
În cazul Sintezei relaționale, rădăcina este unită cu morfeme de legătură pentru a indica funcția gramaticală:
În italiană - comunicandovele → "comunicare-voi-acelea (feminin, plural)" desemnând "în timpul comunicării acestora vouă"
În spaniolă - escribiéndomelo → "scriind-mie-acesta/neutru" însemnând "scriindu-mi-l"
În nahuatl - ōcāltizquiya → "deja-(ea)-pe el-îmbăia-ar fi fost" desemnând "ea l-ar fi îmbăiat deja"
În japoneză - 見せられがたい (miseraregatai) → "a vedea-cauzativ-pasive-dificil" însemnând "Este dificil să arăți acest lucru"
În finlandeză - juoksentelisinkohan → "a alerga-mișcare dezordonată-condițional-eu-întrebare-întâmplător" desemnând "Mă întreb dacă ar trebui să mă învârtesc aiurea fără țel"

## Grade de sintetizare ale unei limbi
Pentru a demonstra natura "continuă" a clasificării analitic-sintetic-polisintetic, urmează niște exemple:

### Foarte analitică
În chineză (chineza mandarin):
| 明天                                                               | 我     |                            | 朋友    | 會                      | 爲     | 我   | 做   | 生日          | 蛋糕    |
| 明天                                                               | 我     |                            | 朋友    | 会                      | 为     | 我   | 做   | 生日          | 蛋糕    |
| míngtīan                                                           | wǒ     |                            | péngyou | huì                     | wèi    | wǒ   | zuò  | shēngri       | dàn'gāo |
| mâine                                                              | ai mei | (particulă de subordonare) | prieten | a voi (auxiliar viitor) | pentru | mine | face | zi de naștere | tort    |
| "Mâine prietenii mei vor face un tort pentru ziua mea de naștere." |        |                            |         |                         |        |      |      |               |         |
Cu rare excepții, fiecare silabă din chineza mandarin (corespunzând unui singur caracter) reprezintă un morfem independent, fapt care creează înțelegerea greșită a chinezei ca fiind o "limbă a cuvintelor monosilabice". Precum propoziția de mai sus ilustrează, cuvintele din chineză ilustrează tot felul de concepte, printre care míngtīan, "mâine" (míng, "strălucitor" + tīan, "zi"), și shēngri (shēng ", a fi născut" + ri, "soare/zi") sunt tipic sintetice.

### Mediu analitică
În engleză, propoziția "He travelled by hovercraft on the sea," (Traducere, "El a călătorit pe mare cu un aeroglisor.") poate fi analizată. Cuvântul "travelled" ("a călătorit") - deși se poate spune, la fel de corect, "did travel" - și cuvântul "hovercraft" au fiecare câte două morfeme per cuvânt. Astfel, "travel + l + ed" este realizat printr-o sinteză relațională (inflexiune), iar "hovercraft" este un exemplu de sinteză derivată (derivare).

### Oligosintetică
O limbă oligosintetică este o noțiune teoretică creată de Benjamin Whorf, fără a fi avut vreun exemplu de limbă naturală. O astfel de limbă a fi funcțional sintetică, făcând uz de un număr limitat de morfeme, probabil doar câteva sute. Whorf a propus limba Nahuatl ca fiind una oligosintetică, dar această propunere a fost combătută de mulți lingviști după emiterea sa.